# Списък на летищата в Тринидад и Тобаго
Списък на летищата в Тринидад и Тобаго показва три летища на Тринидад и Тобаго.
| Летище             | ИКАО | ИАТА | Град                   |
| ------------------ | ---- | ---- | ---------------------- |
| Летище Пиарко      | TTPP | POS  | Порт ъф Спейн / Пиарко |
| Летище Краун Пойнт | TTCP | TAB  | Скарборо / Канаан      |
| Летище Камден      |      |      | Каува                  |